# Can Febrera
Can Febrera és una masia del poble de Bigues, en el terme municipal de Bigues i Riells del Fai, a la comarca catalana del Vallès Oriental.
Es troba en el sector oriental del terme municipal, al costat de llevant de Can Gresola i de les Granges de la Gresola, al nord de Can Rotxil i al sud-oest de Can Bonrepòs. És a la dreta del torrent de Bonrepòs i a l'esquerra del torrent de la Font del Tort, a llevant de la urbanització de Can Barri. A les seves terres, al nord-est de la masia, es va obrir en el darrer quart del segle xx la urbanització de Can Febrera.
Es tracta d'una construcció que es remunta almenys al segle xvii, molt modificada a través dels segles. Conserva la llinda i alguns carreus més de pedra arenisca, sobretot emmarcant-ne les obertures.
Està inclosa en el Catàleg de masies i cases rurals de Bigues i Riells del Fai.